# Vetrya
Vetrya S.p.A. é uma empresa italiana especializada na concepção e desenvolvimento de serviços digitais, plataformas para distribuição de conteúdos de vídeo, pagamento móvel, big data, publicidade digital, inteligência artificial e soluções baseadas na Internet e nas redes sociais.
A empresa está listada na Bolsa de Valores de Milão, onde está incluída na lista AIM.

## História
Fundado em 2010 em Orvieto por Luca Tomassini, o grupo Vetrya é formado por várias empresas (controladas por uma empresa controladora e cada uma focada em um negócio específico) operando em diversos setores como big data, cloud computing, serviços móveis, mídia digital e internet coisas.
A partir de 2014 a expansão dos EUA começa em Palo Alto no Vale do Silício, em Kuala Lumpur na Malásia com a Vetrya Asia Pacific, no Rio de Janeiro com a Vetrya do Brasil, em Madrid na Espanha com a Vetrya Iberia e escritórios em Londres, Nova York , Milão e Roma, ambos abrindo novos escritórios e realizando aquisições de realidades já existentes, como a da Viralize em 2019. Em 2015 Luca Tomassini foi nomeado Cavaliere del Lavoro pelo Presidente da República italiana.
O volume de negócios aumentou de 35 milhões de euros em 2015, ano de cotação no segmento AIM da Bolsa de Valores italiana, para 60 milhões de euros em 2017. Em 2015, já era, segundo o Great Place to Work Institute, entre as melhores empresas para trabalhar. Itália e o primeiro como o melhor lugar para a inovação.
A sede da empresa fica em Orvieto, Umbria, Italia onde o grupo construiu o campus Vetrya Corporate, onde também residem a Academia Vetrya e a Fundação Luca e Katia Tomassini.

## Setores
A Vetrya atua nos seguintes setores:
- Energia e Utilidades
- Telecom
- Mídia e Entretenimento
- Produtos Industriais
- Bancário
- Seguro
- Televisão

## Corporate Campus
A sede da companhia está estabelecida perto de Orvieto, o exacto centro da Itália, e abriu no Março 2015. O estilo do campus é inspirado à Silicon Valley. No 2019 a companhia contava no próprio staff o 48% de jovens mulheres.

## Prémios e galardões
O grupo vetrya recebeu prestigiosos prémios e galardões por instituições públicas e programas internationais.
- Prémio Nacional pela Inovação promovido por o Presidente da República "Prémio dos Prémios" pelo ano 2013.[11]
- Prémio Empresas pela Inovação Andrea Pininfarina promovida por Confindustria pelo ano 2013.[12]
- Prémio Empresas pela Inovação Andrea Pininfarina promovida por Confindustria pelo ano 2014.[13]

- Prémio Nacional pela Inovação promovido por o Presidente da República "Prémio dos Prémios" pelo ano 2014.[14]
- Vetrya foi premiada por o Great Place to Work® Institute como terceiro melhor lugar de trabalho em Itália. Por isso, está incluida na lista de Best Workplaces 2015.[15]
- Instituto Great Place to Work®  premiou o grupo como melhor segundo lugar de trabalho em Itália 2016. Prémio especial "best welfare company" pelo ano 2016.[16]

## References
1. ↑  «lucatomassini.it». www.lucatomassini.it. Consultado em 10 de março de 2019
2. ↑  «Vetrya apre un'azienda nella Silicon Valley per diventare un attore globale». Wired (em italiano). 12 de junho de 2014. Consultado em 10 de março de 2019
3. ↑  «Best Workplaces Italia for Innovation, Vetrya prima in classifica». CorCom. 23 de julho de 2018. Consultado em 10 de março de 2019
4. ↑  «Vetrya rafforza il Corporate Campus: "Così coltiviamo talenti"». CorCom. 15 de novembro de 2017. Consultado em 10 de março de 2019
5. ↑  «Vetrya Academy». Academy (em italiano). Consultado em 10 de março de 2019
6. ↑  «Homepage - Fondazione Luca Á Katia Tomassini». Fondazione Luca & Katia Tomassini (em italiano). Consultado em 10 de março de 2019. Arquivado do original em 5 de maio de 2008
7. ↑  «A Orvieto un campus modello Google: tra robot e baby park». iSchool (em italiano). Consultado em 28 de fevereiro de 2016
8. ↑  «Viterbo News 24 - Giovedì web  Vetrya inaugura il campus e con Blabel sfida Whatsapp». viterbonews24.it
9. ↑  «Vetrya, ecco la Google dell'Umbria». giornaledellumbria.it
10. ↑  «Vetrya sempre più "avanti". Aperto il mini-club aziendale per i figli dei dipendenti». Orvieto24 - notizie dal comprensorio Orvietano - Orvieto, Fabro, Ficulle, Baschi, Porano, San Venanzo, Parrano, Castel Giorgio, Castel Viscardo, Allerona
11. ↑  «Vetrya riceve due Premi Nazionali per l'Innovazione 2013». www1.adnkronos.com. Consultado em 28 de fevereiro de 2016
12. ↑  «Premio Imprese per Innovazione 2013 - Confindustria IxI». www.confindustriaixi.it. Consultado em 28 de fevereiro de 2016
13. ↑  «Corriere della Sera». www.corriere.it. Consultado em 28 de fevereiro de 2016
14. ↑  «Vetrya riceve il Premio Nazionale per l'Innovazione 2014». Key4biz (em italiano). Consultado em 28 de fevereiro de 2016
15. ↑  «Vetrya sul podio del Great Place to Work 2015». Adnkronos. Consultado em 28 de fevereiro de 2016
16. ↑  «Vetrya, c'è un po' d'Italia tra i "Great place to work"». www.corrierecomunicazioni.it. Consultado em 28 de fevereiro de 2016